# Cleome eyerdamii
Cleome eyerdamii är en paradisblomsterväxtart som beskrevs av Standley och F. A. Barkley. Cleome eyerdamii ingår i släktet paradisblomstersläktet, och familjen paradisblomsterväxter. Inga underarter finns listade i Catalogue of Life.